# Night Nurse (Lied)
Night Nurse ist ein Song des deutschen Dance-Projekts Cascada. Er ist auf dem vierten Studioalbum Original Me zu finden. Die Produzenten und DJs Manian und Yanou holten sich Tony T., den Sänger und Rapper ihres zweiten gemeinsamen Dance-Projekts R.I.O., zur Verstärkung. Night Nurse wurde am 17. Dezember 2011 nur als Download in den Vereinigten Staaten veröffentlicht. Das Lied erreichte keine Chartplatzierungen.

## Musikvideo
Das offizielle Musikvideo wurde im November 2010 auf dem offiziellen YouTube-Kanal des Plattenlabels All Around the World hochgeladen. Im Musikvideo ist Natalie Horler, die Sängerin des Projekts, zu sehen. Sie liegt am Anfang des Videos auf einer Metallplatte in einem finsteren Raum. Es wird der untere Teil ihres Gesichts in bunten, leuchtenden Farben gezeigt, während die erste Passage des Liedes spielt. Dann wird sie zwischen vielen Tänzern gezeigt. Im Refrain ist das Gesicht von Tony T. zu sehen, der die passenden Mundbewegungen zur, im Hintergrund spielenden, Musik macht. In seinem Part ist zu sehen wie er in einen leeren Raum geht, eine Art Spinnennetz anfasst und die Augen verdreht während er seine Strophe singt.

## Veröffentlichung und Mitwirkende
Schon im August 2010 wurde ein Preview illegal im Internet hochgeladen. Es folgten a cappella, instrumentale und inoffizielle Remix-Versionen. Im Dezember 2011 wurde der Song fertiggestellt und zum offiziellen Download bereitgestellt. Das Lied wurde aus Dance- und Elektropopelementen, die stark an die 1980er Jahre erinnern, zusammengesetzt. Der Part von Tony T. besteht aus einem Rap, bei dem stark der Einsatz von Auto-Tune zu hören ist. Night Nurse wurde von Manuel Reuter, Yann Peifer und Tony Cornelissen geschrieben und komponiert. Manian und Yanou produzierten das Lied und veröffentlichten es anschließend über ihr eigenes Label Zooland Records. Die Stimmen des Songs sind Natalie Horler und Tony T. Instrumental kamen nur Synthesizerelemente zum Einsatz, die von Yanou und Manian stammen.

## Rezeption
Kritiker verglichen den Song mit Monster von Lady Gaga, da er ihm instrumental sehr nahe liegt.

## Versionen und Remixe
- Video Edit – 3:22
- Ryan Thistlebeck vs. Dan Winter Remix – 5:56
- DJs From Mars Remix – 6:13
- Christian Davies Remix – 5:33
- Technikore Remix – 5:38
- Lockout’s First Aid Remix – 5:23